# Oulad Ali Mansour
Oulad Ali Mansour (franska: Oulad Ali Mansour (CR), Oulad Ali Mansour (Commune Rurale), arabiska: دار بني قريش) är en kommun i Marocko.   Den ligger i provinsen Tétouan och regionen Tanger-Tétouan-Al Hoceïma, i den norra delen av landet, 210 km nordost om huvudstaden Rabat. Antalet invånare är 5 612.